# Slavjansk-na-Kubani
Slavjansk-na-Kubani (anche traslitterata come Slavyansk; in italiano, Slavjansk sul Kuban') è una città della Russia europea meridionale, situata sulle rive del Protoka, un braccio deltizio secondario del fiume Kuban' nella pianura ciscaucasica, un'ottantina di chilometri ad ovest di Krasnodar; è capoluogo del distretto di Slavjansk all'interno del Kraj di Krasnodar.
Fondata nel 1865 come semplice stazione ferroviaria, si sviluppò successivamente come centro industriale; divenne ufficialmente città nel 1958.
Vi nacque, nel 1919, il poeta Boris Abramovič Sluckij.

## Società

### Evoluzione demografica
Fonte: mojgorod.ru
- 1959: 39.000
- 1979: 54.000
- 2002: 64.136
- 2006: 64.200